# Pont Roi-Juan-Carlos-I
Cet article concerne le pont sur le Guadalquivir à Séville (Espagne). Pour les articles homonymes, voir Pont du Roi (homonymie).
Le Pont Roi Juan Carlos I est un pont de Séville (Andalousie, Espagne).

## Situation
En partant du nord de la ville, il est le sixième pont (et le quatrième pont routier) à enjamber le Guadalquivir qui longe Séville par l'ouest. Il fait partie intégrante de l'autoroute circulaire SE30. Il constitue le trait d'union entre, d'un côté, la région d'El Aljarafe (notamment les communes de Tomares et de San Juan de Aznalfarache) et, de l'autre, le sud du quartier de Los Remedios (au sud-ouest de la ville de Séville). Il ne prend en charge que la circulation allant d'ouest en est. Le Pont Reine Sofía, situé immédiatement en amont, s'occupe de la circulation allant dans l'autre sens.